# Cucullia similaris
Cucullia similaris là một loài bướm đêm trong họ Noctuidae.